# Omolabus chalceus
Omolabus chalceus is een keversoort uit de familie bladrolkevers (Attelabidae). De wetenschappelijke naam van de soort werd in 1957 gepubliceerd door Eduard Voss.